# Moutarderie de Luxembourg
Die Moutarderie de Luxembourg ist die größte luxemburgische Senffabrik. Sie liegt heute in Munsbach in der Gemeinde Schüttringen. Die Fabrik wird von der Moutarderie de Luxembourg sàrl, dem größten luxemburgischen Senf- und Mayonnaisehersteller betrieben.

## Geschichte
Die Senfproduktion in Luxemburg begann 1922 in der in Pfaffenthal gelegenen Mohrfelsmühle, einer der ältesten Mühlen der Stadt Luxemburg. Hier wurden Senfkörner vermahlen und mit Pfeffer, Curry, Salz, Koriander und Essig zu Senf verarbeitet. 1976 übernahm die Familie Munhowen, die bereits seit 1908 einen Getränkehandel („Etablissements Munhowen“) betrieb und unter der Marke „Moutarde Royale“ bereits seit den 1950er-Jahren Senf herstellte, den Betrieb.
Die Mohrfelsmühle wurde 1986 geschlossen, und neue Produktionsanlagen wurden in Howald errichtet.
Im Jahr 2000 übernahm Roland Munhowen die „Moutarderie de Luxembourg“. Er führt das Geschäft heute zusammen mit seinem Sohn Yann. Das Unternehmen hat acht Angestellte. Die Produktionschefs sind Wolfgang Zeimentz und Jean Franck.
2008 zog die Moutarderie in einen Neubau in Munsbach um.

## Produkte
Lange Zeit produzierte die Moutarderie nur ein einziges Produkt, den „Moutarde de Luxembourg“, klassischen Senf nach elsässischem Rezept. Heute stellt die Senffabrik nach verschiedenen Versuchen der Produktdiversifizierung drei verschiedene Sorten Senf und drei Sorten Mayonnaise her. Die Produktpalette umfasst beim Senf nun den klassischen „Moutarde de Luxembourg“, scharfen „Moutarde forte“ (seit 1987) und körnigen Senf „Moutarde à l'ancienne“.
Die Produktion von Mayonnaise begann 1991 mit einer Eier-Zitronen-Mayonnaise. 1998 kam eine „Mayonnaise à l'ancienne“ hinzu.
Der größte Teil der Produktion entfällt auf den „Moutarde de Luxembourg“, von dem etwa 220 Tonnen im Jahr produziert werden. Die Mayonnaiseproduktion beträgt etwa 40 Tonnen pro Jahr.
Seit 2015 sind auch Ketchup und Andalouse-Sauce im Sortiment.

## Geschäftszahlen
2003 erzielte die „Moutarderie de Luxembourg“ einen Umsatz von 753.000 Euro. Davon entfielen 628.000 auf Senf und 125.000 auf Mayonnaise. Mit seinen Produkten hat das Unternehmen in Luxemburg einen Marktanteil von etwa 70 %. Seit kurzem hat es mit Ourdall-Senf seinen ersten lokalen Konkurrenten. Der größte Konkurrent für den Bereich Mayonnaise ist Calvé.